# Parroquia de Saint Patrick (Dominica)
Saint Patrick es una de las 10 parroquias administrativas de Dominica. Limita con Saint George, Saint Luke y Saint Mark  al oeste, y Saint David al norte. Tiene un área de 84.4 km² y tenía una población de 7.904 habitantes según estimación 2010.
Su capital es Grand Bay.